# Final Warning (música de 2013)
Final Warning é o segundo single lançado pela cantora americana Skylar Grey para seu segundo álbum de estúdio Don't Look Down. A canção foi escrita por Alexander Grant e Gray e produzida por Grant.

## História
Enquanto Skylar Grey morava em uma cabana no Oregon, ela disse que estava entrando em uma nova versão de si mesma. Gray disse que escreveu "Advertência Final" naquela cabine na mesma semana em que escrevera o refrão para "Love the Way You Lie". A música também é sobre o mesmo relacionamento que Love the Way You Lie. Aviso final levou duas horas para escrever, de acordo com Gray.

## Recepção critica
Sam Lansky, da Idolator, descreveu a canção como "uma balada midtempo que não é brincalhona ou irônica - é só sombria" e comparou suas letras ao maior sucesso de Grey como compositor, "Love the Way You Lie".

## Listagens de faixas
Download digital
1. "Final Warning" - 3:41

Versões Remixes
1. "Final Warning" (Faustix & Imanos Remix)[5] - 3:22
2. "Final Warning" (MisterMike Remix apresentando Thurz)[6] - 5:10
3. "Final Warning" (com Corey Pieper e Nathan Allan)[7] - 3:29

## Vídeo de música
Um vídeo lírico para a música foi lançado em 17 de abril na conta VEVO da Skylar Grey. Em 13 de maio, Gray lançou o vídeo musical oficial, que "conta a história de uma amante cujo amante tenta colocá-la para descansar para sempre, para que ele possa viver feliz para sempre com sua linda mulher loira. No entanto, Gray, que interpreta a outra mulher, ressurge e confronta seu suposto assassino em casa, na frente de sua família durante sua festa de aniversário ". O videoclipe tem mais de 3,5 milhões de visualizações.

## Gráficos
| Gráfico (2013) | Posição de pico |
| -------------- | --------------- |
| Ucrânia        | 15              |